# KAB-250

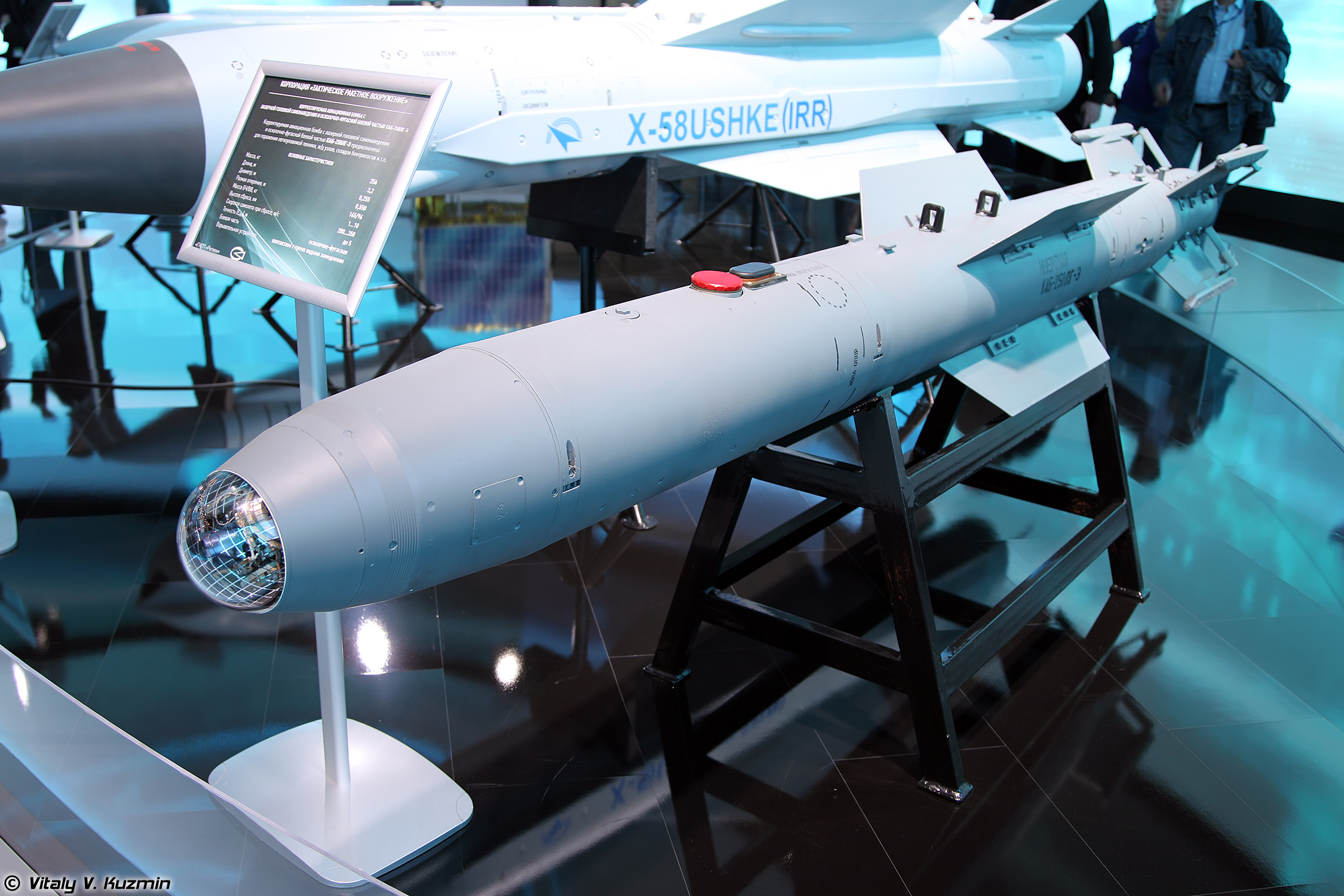
KAB-250LG-E

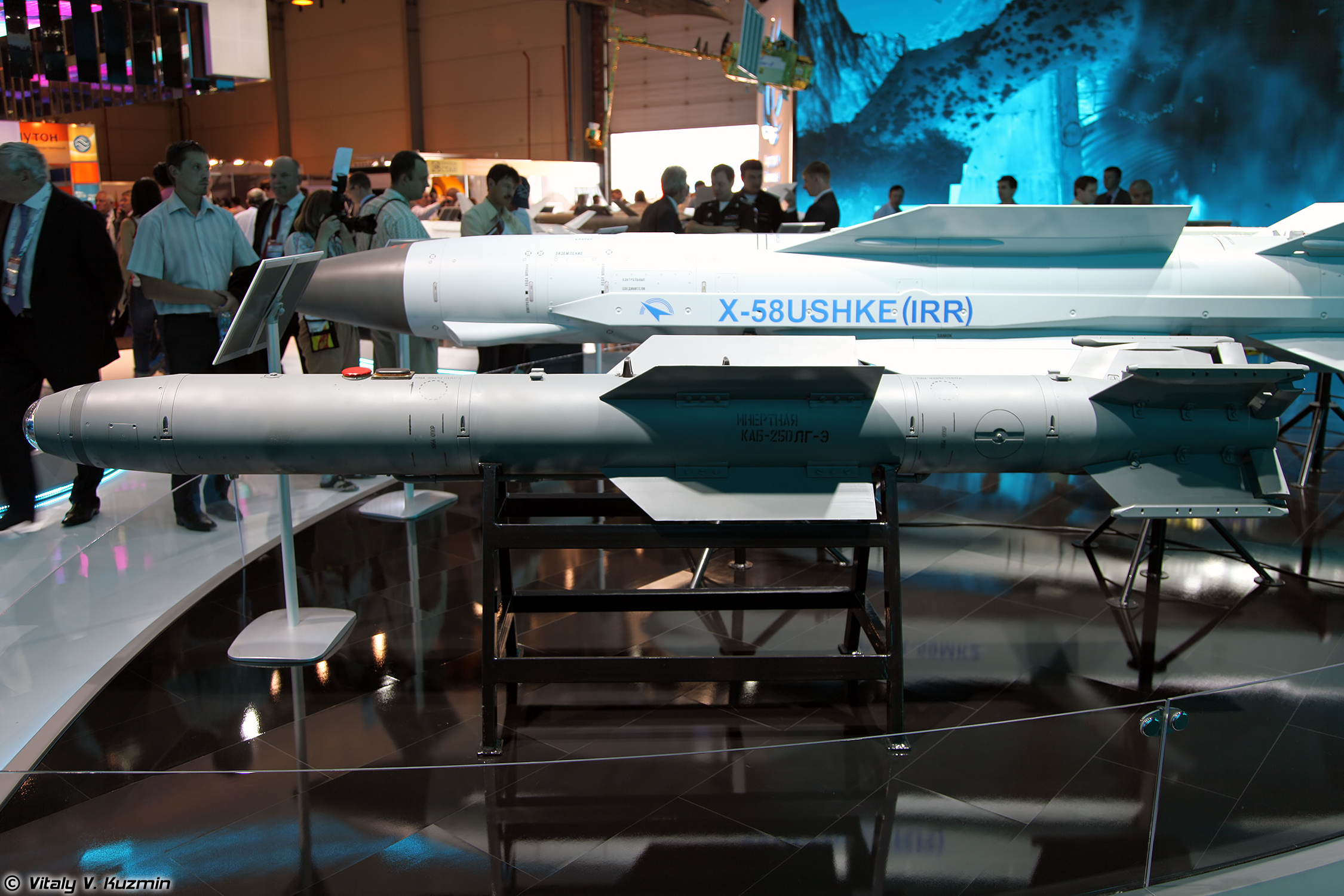
KAB-250LG-E, vista lateral

A KAB-250 é uma família de bombas aéreas desenvolvido na década de 2000. Ela vem em duas formas, a KAB-250LG-E guiada a laser e KAB-250S-E guiada por satélite. Ele continua cem serviço com a Força Aérea russa. KAB significa "Корректируемая Авиационная Бомба", que significa "Bomba Aérea Gerenciada (corrigida)" e se refere a armas de alta precisão.
A KAB-250 possui 3,2 m de comprimento e pesa 265 kg. Sua ogiva tem até 166kg do peso total, dos quais 91 kg são de alto explosivo. Fontes russas informam um CEP (erro circular provável) de 3 metros (9,8 pés) à 5 metros (16 pés). A tecnologia de KAB-250 é também utilizado para o maior KAB-500L.
Ele tem uma forma de ovo perceptível. Bombas de desse modelo foram lançadas por aeronaves Sukhoi Su-34 sobre alvos do Estado Islâmico do Iraque e do Levante a altitudes de 5000 m.